# Großer Koppenkarstein
Der Große Koppenkarstein ist ein 2863 m ü. A. hoher Berg im Dachsteingebirge oberhalb des Schladminger Gletschers an der Grenze zwischen der Steiermark und Oberösterreich. Westlich des Großen Koppenkarsteins liegt der Kleine Koppenkarstein, der 2832 m hoch ist.

## Lage
Der Berg liegt an der Grenze der Kernzone des UNESCO-Welterbegebiets Kulturlandschaft Hallstatt–Dachstein/Salzkammergut und gehört oberösterreichischerseits zum Europa- und Naturschutzgebiet Dachstein (Vogelschutz und FFH-Gebiet), steirischerseits zum Naturdenkmal Dachsteinsüdabsturz und Edelgrießgletscher, Naturschutzgebiet Nordwestlicher Teil der Gemeinde Ramsau am Dachstein und Landschaftsschutzgebiet Dachstein–Salzkammergut.

## Besteigung
Der Große Koppenkarstein kann von der Bergstation der Dachstein-Südwandbahn, von der Austriahütte, dem Guttenberghaus oder der Simonyhütte erreicht werden.
Der Gipfel des Koppenkarsteins kann über Klettersteige erreicht werden:
- Über den Westgrat-Klettersteig (250 Hm, Schwierigkeit B/C)[1]
- Über den Irg-2 Klettersteig (350 Hm, Schwierigkeit C/D)[2]

Für die Besteigung ist alpine Erfahrung, Klettersteig- und ggf. Gletscherausrüstung erforderlich.
Die erste dokumentierte Besteigung des Großen Koppenkarsteins erfolgte am 20. August 1873 durch Arthur Simony und Josef Zauner aus Hallstatt über die Nordwand (II+), einen heute nicht mehr gebräuchlichen Weg.

## Die „Irg“-Klettersteige
2016 musste der Klettersteig Irg-1 wegen Zerwürfnissen zwischen den Ländern Oberösterreich und der Steiermark abgerissen werden. Ersatzweise wurde der Klettersteig Irg-2 (1250 Hm, C/D) erbaut, dessen Einstieg sich einige hundert Meter westlich befindet. Der Name geht auf den Erstbegeher der Dachstein-Südwand, Georg „Irg“ Steiner zurück.

## Netzfunkstelle des Bundesheers
Das Heer betreibt seit 1970 etwas unter dem Gipfelkreuz, (süd)östlich davon auf 2836 m Höhe eine militärische Netzfunkstelle – von in ganz Österreich vier. Sie dient dem militärischen Flugfunk. 1996 wurde etwa 30 m östlich des Sendegebäudes eine Photovoltaikfläche (Fläche 200 m², B x H ca. 13 m × 15 m) am Fels installiert, die den Jahresverbrauch von 40.000 l Diesel auf 2000–3000 l reduzierte. Sommer 2015 kam eine Stromversorgungsleitung dazu.
Mit 1700 Flügen von Helikoptern (zivile; Agusta Bell 212 und Black Hawk des Heers; nicht in direkter steiler Route, sondern spritsparender in einem Bogen) wurden von Juni bis Oktober 2023 Baumaterial wie Fertigbeton und Arbeiter bergwärts geflogen. Ein Schrägaufzug mit Raupe ersetzt durch eine Materialseilbahn.